# Neuville-Coppegueule
Neuville-Coppegueule (picardisch: Neuville-Cobieule) ist eine nordfranzösische Gemeinde mit 511 Einwohnern (Stand 1. Januar 2022) im Département Somme in der Region Hauts-de-France. Die Gemeinde liegt im Arrondissement Amiens (seit 2009) und ist Teil der Communauté de communes Somme Sud-Ouest und des Kantons Poix-de-Picardie.

## Geographie
Die Gemeinde liegt rund zwölf Kilometer westlich von Hornoy-le-Bourg und zehn Kilometer nördlich von Aumale und grenzt im Westen an den Fluss Bresle. Die Bahnstrecke von Aumale nach Le Tréport verläuft jenseits der Bresle außerhalb des Gemeindegebiets. Im Tal der Bresle gehören zur Gemeinde die Gehöfte La Teinturerie, Sottoleux, La Basse Neuville, La Rosière sowie die Mühle Le Moulin à Foulon. Zur Gemeinde gehört auch der mit der Kerngemeinde zusammengewachsene Weiler Les Maisons-Neuves. Den Norden des Gemeindegebiets nimmt der Forêt d’Arguel ein.

## Wirtschaft
Die Gemeinde ist eines der Zentren der auch im nahegelegenen Tal des Flüsschens Liger betriebenen Flechtstuhlherstellung.

## Einwohner

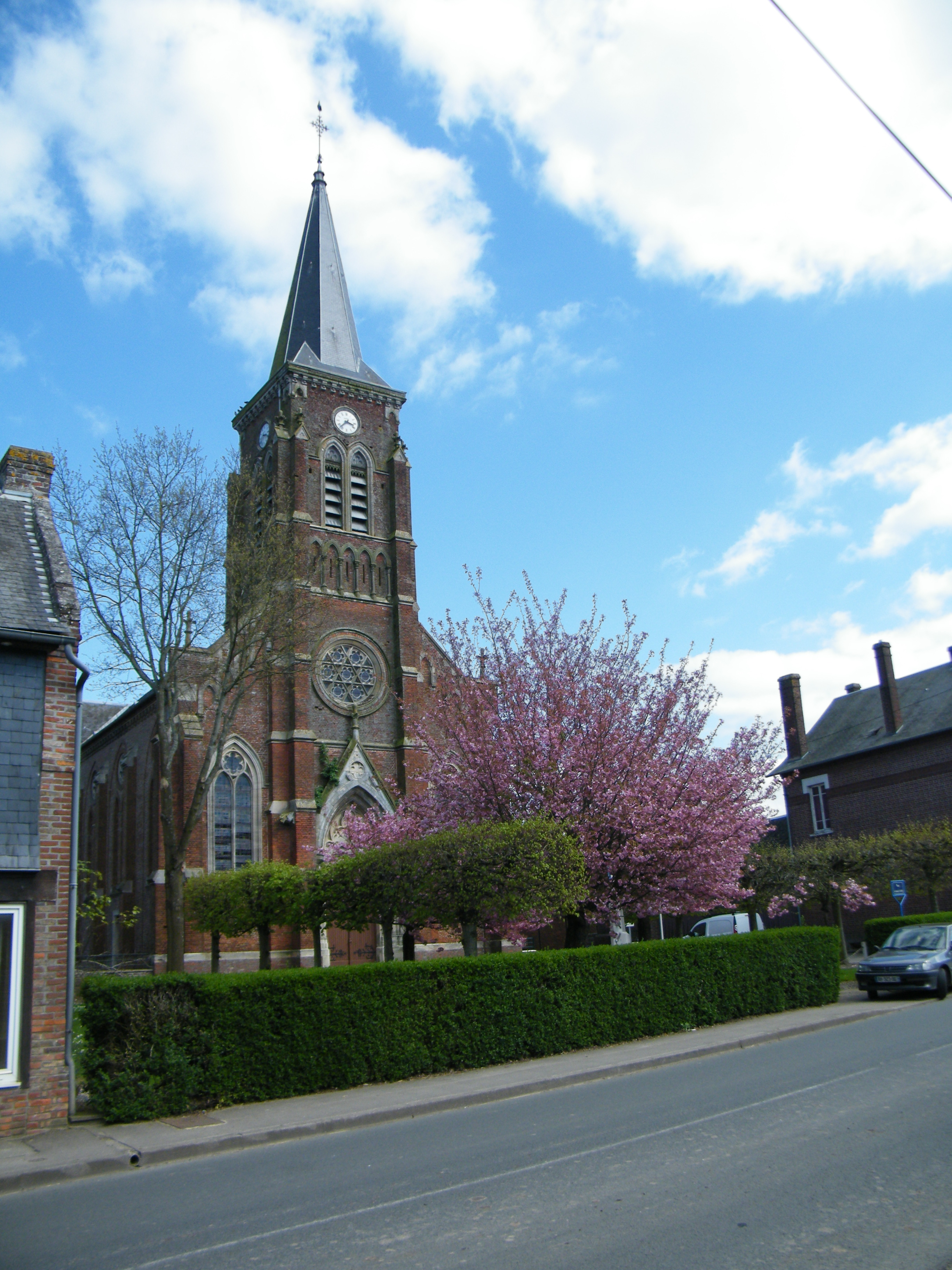
Kirche Saint-Pierre

| 1962 | 1968 | 1975 | 1982 | 1990 | 1999 | 2006 | 2011 |
| ---- | ---- | ---- | ---- | ---- | ---- | ---- | ---- |
| 672  | 647  | 605  | 614  | 586  | 535  | 593  | 577  |

## Söhne und Töchter
- Jean-Paul Gusching (* 1955), katholischer Geistlicher, Bischof von Verdun